# Viridiana
Viridiana (španělsky Viridiana) je černobílé mexicko-španělské filmové drama z roku 1961 natočené Luisem Buñuelem a produkované Mexičanem Gustavo Alatristem. Příběh je koncipován volně na motivy novely Benita Péreze Galdóse Halma z roku 1895.
Hlavní role ztvárnili mexická herečka Silvia Pinalová jako novicka Viridiana, Fernando Rey v roli osamělého strýce Dona Jaima a Francisco Rabal, který představoval jeho nemanželského syna. Viridiana byla málo známá italská světice žijící na přelomu 12. a 13. století.
Na Filmovém festivalu v Cannes 1961 snímek obdržel hlavní cenu Zlatou palmu.

## Pozadí vzniku
Luis Buñuel pojmenoval hlavní hrdinku Viridiana na počest nepříliš známé světice, s jejímž jménem se setkal v mládí na zaragozské koleji. Na scénáři pracoval společně s Juliem Alejandrem. Obraz uspané novicky, kterou na posteli líbá strýc, vznikl na základě režisérova snu, jenž se mu zdál se španělskou královnou.
K natočení snímku došlo ve filmových studiích v Madridu a v usedlosti za městem, která byla později zbořena.
„Muž s leprou“ Juan García Tienda byl ve skutečném životě žebrák a bezdomovec. Ošacení všech dvanácti nuzáků bylo autentické, získané od skutečných madridských žebráků. Došlo k jeho dezinfekci, nikoli však vyprání.
Závěr dramatu musel Buñuel z příkazu orgánů španělské cenzury změnit. V původní verzi měla Viridiana po zaklepání na dveře bratrancova bytu vstoupit a pouze zaklapnout dveře. Režisér po odmítnutí však zvolil podle svých slov amorálnější konec, který „jednoznačně prozrazuje tříčlennou domácnost“. Viridiana přisedne k Jorgemu a jeho milence, aby hrála karty a bratranec má na ni reagovat slovy: „Věděl jsem, že nakonec budeš hrát s námi na hromádce“.

## Děj
Mladou novicku Viridianu (Silvia Pinalová) zastihne v době přípravy na řeholní slib žádost strýce Dona Jaima (Fernando Rey), aby jej navštívila na farmě. Jedná se o jediného příbuzného, kterého viděla pouze jedinkrát v životě, a jenž jí hradil studium a další náklady předešlého života. Mladá žena se zdráhá a odmítá vymanit z kontemplativní přípravy v klášteře. Na žádost matky představené, aby projevila strýci dobrou službu a vděčnost, nakonec odjíždí s úmyslem strávit mimo řeholní svět pouze několik dnů.
Farmářská usedlost, na níž žije Don Jaime se dvěma členy služebnictva Ramonou (Margarita Lozanová), její dcerou Ritou a Monchem, je značně zanedbaná. Její majitel je samotářský a opuštěný muž na prahu poslední třetiny života. Při setkání ho ohromí neteřina podobnost s jeho zesnulou manželkou, která zemřela v den svatby oblečená do svatebních šatů. Večer před plánovým odjezdem novicka plní strýci rozmařilé přání a obléká si uschované svatební šaty. Don Jaime naléhá, aby neodjížděla a za pomoci Ramony ji navrhuje sňatek. Šokovaná počestná dívka tuto myšlenku zavrhuje, je rozezlena a chystá se nazítří rychle opustit statek. Služebná jí podává šálek kávy na uklidnění, do níž přimíchala na předešlou žádost farmáře silné analgetikum. Viridiana upadá do bezvědomí a Don Jaime ji odnáší na lože, kde ji vášnivě líbá, to vše za špehování malé Rity.

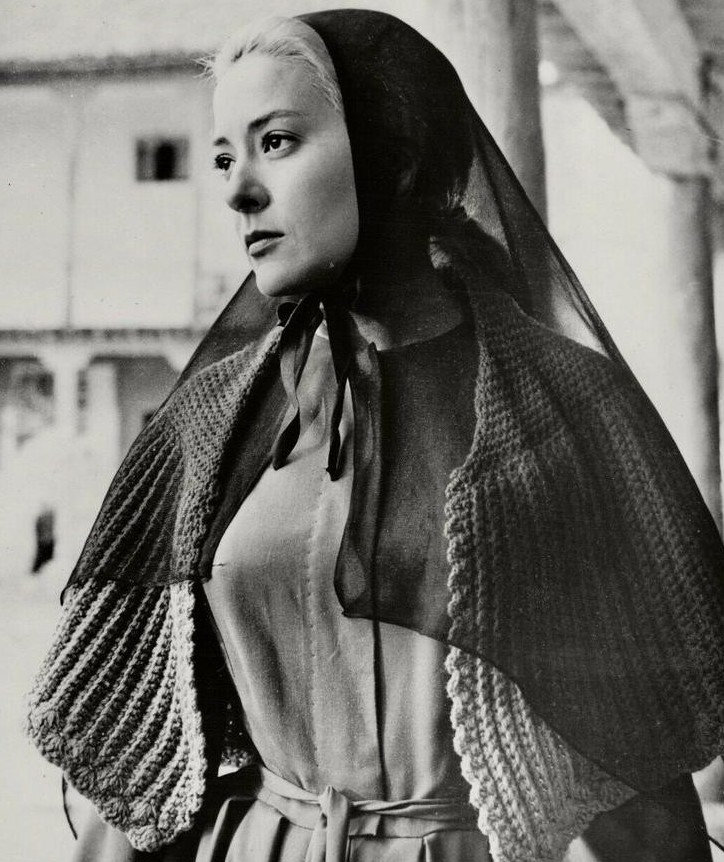
Silvia Pinalová jako Viridiana

Ráno neteři nalhává, že se již nemůže vrátit do kláštera, protože tomu brání její pohlavní zneuctění, při kterém přišla o panenství. Lež poté odvolává a všemožně se snaží zvrátit Viridianino rozhodnutí navždy jej opustit. Ovšem neúspěšně. Při nástupu do autobusu na cestě zpět do kláštera ji zastihuje garda s oznámením, že se strýc oběsil. Vrací se tak na farmu s rozhodnutím, že se mezi řádové sestry již nevrátí. Majetek farmy připadá jedinému Jaimovu nemanželskému synu Jorgemu (Francisco Rabal), který přijíždí s přítelkyní Luciou na usedlost žít.
Dobrosrdečná Viridiana se zabydlí v hospodářském stavení u velkého domu, do nějž pozve dvanáct nuzných žebráků. Jedná se o skupinu obtížně zvladatelných lidských existencí na okraji společnosti. Muž jevící příznaky lepry, tvrdí, že kůže jeví pouze příznaky zánětu žil, je ostrakizován a musí se zdržovat od skupiny dále. Jorge začíná plánovat renovaci sídla a zavádí do něj elektřinu. Lucia mu vyčítá, že je stejný jako otec, když se koří jiným ženám, především pak sestřenici. Nakonec jej opouští. Nový majitel farmy činí nabídku Ramoně, která ji neodmítá a stává se jeho milenkou.
Když Jorge s Viridianou, Ramonou a Ritou odjíždějí na několik dnů za obchodními zaléžitostmi, žebráci pronikají do domu a chystají se k opulentní hostině. Za zvuků Händelova Mesiáše se opijí a dochází k rozvratu počestného stolování. Za sofa probíhá soulož, jedna z žen kleje na malé dítě, aby nekřičelo, dochází k potyčkám, nádobí je rozbito. Žebráci pózují pro společnou fotografii ve formaci, která je vyobrazena na da Vinciho Poslední večeři.
Majitel s ženami se nečekaně vrací zpět a nalézá v sídle spoušť s hodujícím osazenstvem. Ramona míří s řidičem pro gardu. Jorge je svázán a dva žebráci se pokouší Viridianu znásilnit. Majitel přesvědčuje muže s leprou, aby ochromil násilníky a slibuje mu spoustu peněz, které má v domě. Viridiana je zachráněna a garda přijíždí zjednat pořádek.
Mladá novicka prošla duševní proměnou, je z ní jiná žena. Malá Rita na ohníčku pálí její trnovou korunu. S volně rozpuštěnými vlasy Viridiana klepe na dveře Jorgeho bytu. Zjišťuje, že je v něm přítomná také Ramona. Přesto vstupuje a za zvuků moderní písně Shimmy Doll od Ashleyho Beaumonta, která se line z radiomagnetofonu, usedá ke stolu a přijímá nabídku na partičku karet ve třech. Bratranec pak v závěru říká, že hned jakmile ji uviděl, věděl, „že sestřenka Viridiana bude se mnou nakonec hrát karty“.

## Obsazení
- Silvia Pinalová – Viridiana
- Fernando Rey – Don Jaime
- Francisco Rabal – Jorge
- Margarita Lozanová – Ramona
- José Calvo Don Amalio
- Victoria Zinny – Lucía
- Teresa Rabalová – Rita
- Lola Gaosová – žebračka
- Joaquín Roa – Don Zequiel

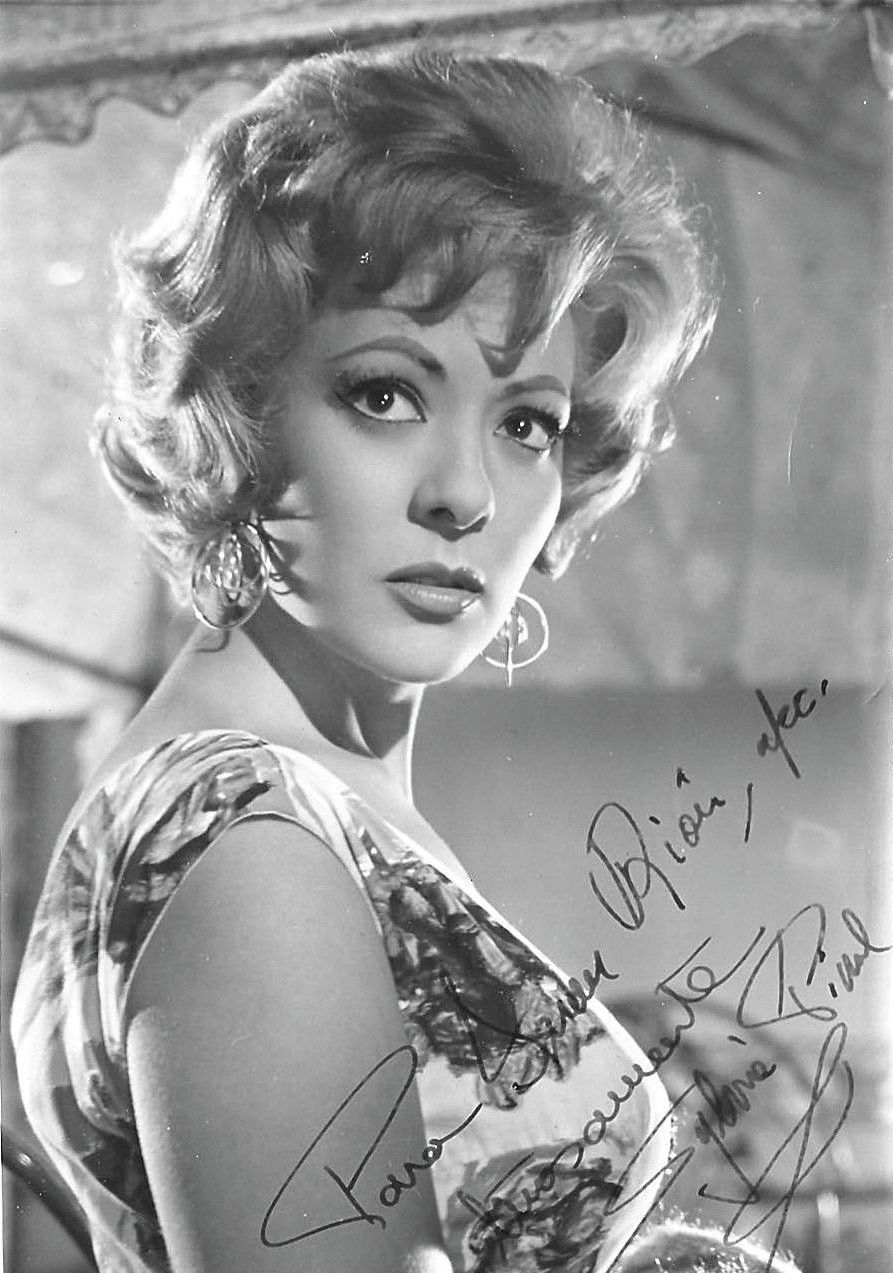
Představitelka Viridiany Silvia Pinalová

- Juan García Tienda – José, „muž s leprou“

## Kontroverze
Španělská kinematografie vyslala film na Filmový festival v Cannes 1961, kde obdržel hlavní cenu Zlatou palmu. Následně bylo jeho promítání v konzervativním katolickém Španělsku vládnoucím režimem zakázáno, a to až do smrti Francisca Franca v roce 1975. K premiéře pak došlo v roce 1977. Popudem k vydání zákazu ze strany ministra turistiky a informací byl článek v oficiálním deníku Svatého stolce L'Osservatore Romano, jenž označil drama za „rouhání“. Buñuel později sdělil, že film „nenatáčel s úmyslem se rouhat, ale tehdejší papež Jan XXIII. je lepším soudcem těchto věcí, než já“. Ředitel Španělského filmu byl následně propuštěn, protože přijal filmovou cenu v Cannes.
V Itálii byl Buñuel za film na základě žaloby milánského prokurátora nejdříve odsouzen a následně zproštěn viny Nejvyšším soudem.
Český filmový kritik Jiří Cieslar napsal:
| „              | Viridiana podává další příklad marného pokusu o realizaci křesťanských ideálů. Snaha půvabné novicky poskytnout skupině žebráků dobročinný útulek končí orgiastickou vzpourou jejích chovanců. Kolektivní smyslnost a pocit společenské křivdy, charitou sotva odstranitelný, rozbíjí i ty nejlepší úmysly. Zklamaná žena se poddá banálnímu kompromisu a smiřuje se s životem po boku průměrného praktika. | “ |
| — Jiří Cieslar | |   |